# فارناک یکم (پسر آرشام)
فارناک یکم (یونانی: Φαρνάκης) (۵۶۵–۴۹۷ پیش از میلاد) پسر آرشام بود. وی برادر کوچکتر ویشتاسپ و عموی شاهنشاه هخامنشی داریوش بزرگ پسر ویشتاسب بود. وی بنیان‌گذار دودمان فارناکیان بود که بر ساتراپی فریگیه هلسپونت حکومت می‌کردند.
فارناک پسری داشت به نام آرتاباز یکم، که توسط خشایارشای یکم حدود سال ۴۷۷ پیش از میلاد به عنوان ساتراپ فریگیه هلسپونت منصوب شد. آرتاباز و وارثانش، که پس از فارناک به «سلسله فارناکیان» معروف بودند، تا قرن چهارم پیش از میلاد و تا زمان تسخیر آن توسط اسکندر مقدونی بر این منطقه حکومت می‌کردند.

## دودمان فارناکیان
حکمرانان دودمان فارناکیان و زمان خدمتشان به ترتیب عبارتند از:
- فارناک یکم (۵۵۰–۴۹۷ پیش از میلاد)
- آرتاباز یکم (۴۸۰–۴۵۵ پ.م.)
- فارناباز یکم (۴۵۵–۴۳۰ پ.م.)
- فارناک دوم (۴۳۰–۴۲۲ پ.م.)
- فارناباز دوم (۴۲۲–۳۸۷ پ.م.)
- آریوبرزن (۴۰۷–۳۶۲ پ.م.)
- آرتاباز دوم (۳۸۹–۳۲۹ پ.م.)
- فارناباز سوم (۳۷۰–۳۲۰ پ.م.)
- آرسیتس (- پ.م.) آخرین ساتراپ ایرانی فریگیه هلسپونت